# 陈青敏
陈青敏（發音：[t͡ɕən˨˩ tʰajŋ̟˧˧ mən˦ˀ˥]；1962年8月12日—；又譯陳清敏），越南政治人物，经济学博士。现任越共中央政治局委员、越南國會主席。

## 生平
1982年加入越南共产党，曾任越共中央候补委员，芹苴市委副书记、人民委员会主席，越共芹苴市委书记，越南祖國陣線副主席兼秘书长，2017年6月22日当选为越南祖国阵线主席。
2018年5月9日，在越共十二屆七中全會上，陈青敏被補選為越共第十二屆中央書記處書記。
2019年9月19日，在越南祖國陣線第九次全國代表大會上，陈青敏再次当选为越南祖国阵线主席
2021年1月31日，在越南共產黨第十三次全國代表大會上，陈青敏当选为越共中央政治局委員，同年4月1日，在第十四届越南国会第十一次会议上，陈青敏与阮德海、阮克定三人当选为越南國會副主席。

2024年5月，因国会主席王廷惠被免职，陈青敏暂时代理主持国会日常工作，并随即被越共中央提名为国会主席人选。

2024年5月20日，陈青敏当选为越南国会主席。

## 荣誉

### 外国勋章奖章
- 友好合作大十字勋章（柬埔寨，2024年11月21日于金边颁发[12]）